# ۲۲۸ (عدد)
۲۲۸ یک عدد طبیعی است که بعد از ۲۲۷ و قبل از ۲۲۹ قرار دارد.